# 織田成純
織田 成純（おだ なりとし/しげずみ/しげとし）は、江戸時代中期の大名。大和国柳本藩5代藩主。通称は源三郎、右京、左京。官位は従五位下・豊後守、播磨守。尚長流織田家5代。

## 生涯
3代藩主・織田秀一の次男として誕生。初名は秀将、長教、秀俊、成純、信紀。
貞享5年（1688年）7月28日、異母兄・秀親の養子となる。同年9月18日、5代将軍・徳川綱吉に御目見する。宝永6年（1709年）4月12日、秀親が前田利昌に殺害されたため、家督を相続した。同年4月15日、従五位下豊後守に叙任する。公家接待役や京都火消役などを務めた。享保9年（1724年）12月3日に隠居し、兄の子で養嗣子の秀行に家督を譲った。
享保14年（1729年）11月2日もしくは12月3日に死去。享年54。法号は竜徳院殿円厳宗澄大居士。麻布の天真寺に葬られた。以後、同寺は柳本藩織田家の当主の墓地の一つとなった。

## 系譜
子女はなし。
- 父：織田秀一
- 母：小出有棟の娘
- 養父：織田秀親
- 正室：慈福院 - 土方豊高の娘
- 養子
  - 男子：織田秀行 - 織田秀親の四男